# Monika Henzinger
Monika Henzinger (Weiden in der Oberpfalz, 17 de abril de 1966) es una informática alemana que dirigió el Departamento de Investigación de Google, dio clases en la Universidad de Cornell y la Escuela Politécnica Federal de Lausana y actualmente es profesora de la Universidad de Viena. Se centra principalmente en algoritmos centrándose en la recuperación de información, tecnología de búsqueda, y minería de datos.

## Vida
Después de graduarse en el Instituto Elly-Heuss empezó a estudiar Informática en la Universidad de Erlangen, y más tarde en la Universidad de Saarland en Saarbrücken, Alemania. Debido a su rendimiento académico recibió una bea de la fundación Studienstiftung des deutschen Volkes. Obtuvo su Doctorado en Ciencias de la computación en 1993 en la Universidad de Princeton. A continuación, trabajó en la Universidad de Cornell como profesora asociada. En 1999, Monika Henzinger fue contratada por el Departamento de Investigación de Google en California, del cual fue nombrada directora en 2001. En marzo de 2005, se trasladó a la Escuela politécnica Federal de Lausana en Suiza. Durante el semestre de invierno del curso 2009/10 se trasladó a la Universidad de Viena.
Monika Henzinger se casó con Thomas Henzinger.
Desde 2015 es miembro del consejo de supervisores de la Universidad Técnica de Múnich.

## Premios y reconocimientos
- 2001: Top 25 Women on the Web Award[2]
- 2004: European Young Investigator Award[2]
- 2009: Olga Taussky Pauli Fellowship[2]
- 2010: Miembro de la Joven Curia de la Academia Austriaca de las Ciencias[5]
- 2013: ERC Advanced Grant del Consejo Europeo de Investigación[5]
- 2013: Miembro de la Academia Europaea
- 2013: Doctora honoris causa de la Universidad Técnica de Dortmund
- 2014: Elegida como miembro correspondiente en el país de la clase de Matemáticas y Ciencias Naturales de la Academia de Ciencias de Austria
- 2014: Miembro de la Leopoldina[6]
- 2016: Miembro de la Association for Computing Machinery

## Publicaciones
- "On near-uniform URL sampling", con Heydon Allan, Mitzenmacher Michael, Najork Marc en Computer Networks 1/33, S. 295–308
- "Computing Vertex Connectivity: New Bounds from Old Techniques", con Rao Satish, Gabow Hal N. en J Algorithms 2/34, 2000, P. 222-250
- "Hyperlink analysis for the Web", en Internet Computing, IEEE 1/5, 2001, P. 45-50
- "Challenges in web search engines", con Motwani Rajeev, Silverstein Craig en SIGIR Forum 2/36, 2002, S. 11–22
- "Scheduling data transfers in a network and the set scheduling problem" con Goe Ashish, Plotkin Serge, Tardos Eva en J Algorithms 2/48, 2002, S. 314–332
- "Scheduling multicasts on unit-capacity trees and meshes" con Leonardi Stefano en J. Comput. Syst. Sci. 3/66, 2003, S. 567–661
- "An online throughput-competitive algorithm for multicast routing and admission control" con Goel Ashish, Plotkin Serge en J Algorithms 1/55, 2005, S. 1–20
- "Query-Free News Search" con Chang, Bay-Wei, Milch Brian, Brin Sergey en World Wide Web 2/8, 2005, S. 101–126
- "Search Technologies for the Internet" en Science 5837/317, 2007, S. 468–471